# 何塞·西富恩特斯
何塞·西富恩特斯（西班牙語：José Cifuentes，1999年3月12日—），厄瓜多尔男子足球运动员，司职后卫，現時被蘇超球隊格拉斯哥流浪外借至希臘足球超級聯賽球隊阿瑞斯。厄瓜多爾國家足球隊成員。2019年加入成年国家队。他曾代表厄瓜多尔国家队参加2022年国际足联世界杯，结果队伍止步小组赛阶段。